# Wolfova cena za matematiku
Wolfova cena za matematiku je izraelské vědecké ocenění, udělované každoročně Wolfovou nadací. Dalšími kategoriemi ocenění jsou ceny za fyziku, chemii, medicínu, umění a zemědělství.

## Seznam nositelů
- 1978 Israel Gelfand, Carl Ludwig Siegel
- 1979 Jean Leray, André Weil
- 1980 Henri Cartan, Andrej Kolmogorov
- 1981 Lars Ahlfors, Oscar Zariski
- 1982 Hassler Whitney, Mark Grigoryevich Krein
- 1983/4 Shiing-Shen Chern, Pál Erdős
- 1984/5 Kunihiko Kodaira, Hans Lewy
- 1986 Samuel Eilenberg, Atle Selberg
- 1987 Kiyoshi Itō, Peter Lax
- 1988 Friedrich Hirzebruch, Lars Hörmander
- 1989 Alberto Calderón, John Milnor
- 1990 Ennio De Giorgi, Ilja Pjatěckij-Šapiro
- 1991 bez ocenění
- 1992 Lennart Carleson, John Griggs Thompson
- 1993 Michail Gromov, Jacques Tits
- 1994/5 Jurgen Moser
- 1995/6 Robert Langlands, Andrew Wiles
- 1996/7 Joseph B. Keller, Jakov Sinaj
- 1998 bez ocenění
- 1999 László Lovász, Elias Menachem Stein
- 2000 Raoul Bott, Jean-Pierre Serre
- 2001 Vladimir Arnold, Saharon Šelach
- 2002/3 Mikio Sató, John Tate
- 2004 bez ocenění
- 2005 Gregory Margulis, Sergei Petrovich Novikov
- 2006/7 Stephen Smale, Hilel Fürstenberg
- 2008 Pierre Deligne, Phillip Griffits, David Mumford
- 2009 bez ocenění
- 2010 Shing - Tung Yau, Dennis Sullivan
- 2011 bez ocenění
- 2012 Michael Aschbacher, Luís Angel Caffarelli
- 2013 Michael Artin
- 2014 Peter Sarnak
- 2015 James G. Arthur
- 2016 bez ocenění
- 2017 Richard Schoen, Charles Fefferman
- 2018 Alexander Beilinson, Vladimir Geršonovič Drinfeld
- 2019 Jean-Francois Le Gall, Gregory Lawler
- 2020 Simon Donaldson, Jakov Eliašberg
- 2021 bez ocenění
- 2022 George Lusztig
- 2023 Ingrid Daubechies
- 2024 Adi Šamir, Noga Alon
- 2025 bez ocenění